# The Gladiators: Galactic Circus Games
The Gladiators: Galactic Circus Games est un jeu vidéo de stratégie en temps réel développé par Eugen Systems et édité par Arxel Tribe.
Il est sorti en octobre 2002 sur PC.

## Accueil
| The Gladiators: Galactic Circus Games |      |       |
| Média                                 | Pays | Notes |
| Computer Gaming World                 | US   | 2.5/5 |
| Eurogamer                             | US   | 9/10  |
| GameSpot                              | US   | 66 %  |
| Gen4                                  | FR   | 76 %  |
| IGN                                   | US   | 75 %  |
| Jeux vidéo Magazine                   | FR   | 15/20 |
| Jeuxvideo.com                         | FR   | 17/20 |
| Joystick                              | FR   | 7/10  |
| PC Gamer UK                           | GB   | 75 %  |
| Compilations de notes                 |      |       |
| Metacritic                            | US   | 72 %  |